# Epictinae
Epictinae — підродина неотруйних змій родини Стрункі сліпуни. Має 8 родів та 63 види.

## Опис
Загальна довжина коливається від 20 до 37 см. Голова маленька. Тулуб хробакоподібний. Очі приховані під очними щитками. Забарвлення на відмінну від підродини Leptotyphlopinae окрім  загального коричневого, сірого або бурого тону наділені світлими смугами уздовж тулуба.

## Спосіб життя
Полюбляють вологі тропічні ліси. Більшу частину проводять під камінням, часто ховаються у термітниках. Активні вночі. Харчуються переважно термітами.
Це яйцекладні змії. Самиці відкладають у термітниках до 6 яєць.

## Розповсюдження
Мешкають у Північній, Центральній та Південній Америці, деякі — в Африці.

## Роди
- Epictia
- Mitophis
- Rena
- Rhinoleptus
- Siagonodon
- Tetracheilostoma
- Tricheilostoma
- Trilepida